# Junte d'Andalousie
La Junte d'Andalousie (en espagnol : Junta de Andalucía) est, en vertu de l'article 24 du statut d'autonomie de 1981 repris dans le statut de 2007, l'institution au travers de laquelle s'organise l'autogouvernement de la communauté autonome d'Andalousie, en Espagne.

## Principes
La Constitution espagnole de 1978 consacre une nouvelle organisation territoriale du pays, après plusieurs décennies de dictature franquiste marquées par une extrême centralisation. Le titre VIII de la Constitution dispose que l'Espagne, conçue comme une nation indivisible, est organisée en différents échelons territoriaux, dont les communautés autonomes, symboles de ce nouveau modèle. Les communautés sont dotées de pouvoirs publics propres, jouissant de la faculté de légiférer, ainsi que de larges compétences, exclusives ou partagées avec l'État. 
L'Andalousie initie dès 1978 sa constitution en tant que communauté autonome. Le processus dure plusieurs années et culmine avec l'approbation par référendum du Statut d'autonomie le 30 octobre 1981, statut promulgué par le roi Juan Carlos Ier le 30 décembre suivant.
Le statut, élaboré dans le consensus, définit l'institution dépositaire du droit à l'autogouvernement de l'Andalousie : la Junta de Andalucía. Le statut de 1981 précise ainsi à l'article 24, titre II : « La Junta de Andalucía es la institución en que se organiza políticamente el autogobierno de la Comunidad Autónoma ».

Logo utilisé jusqu'en 2020.

Depuis lors, l'évolution du contexte politique, économique et social de l'Espagne a amené plusieurs communautés autonomes à envisager un renouvellement de leurs statuts. L'Andalousie n'est pas restée en marge de ce phénomène et a élaboré un nouveau statut d'autonomie, adopté par référendum le 18 février 2007. Ce nouveau texte ne modifie en rien l'article 24 du statut de 1981, repris mot pour mot dans l'article 99 du texte réformé. La Junte d'Andalousie est et demeure l'entité publique autonome détentrice, au sein de l'État espagnol, des compétences d'autogouvernement de la communauté andalouse et de l'administration de celle-ci.

## Organisation
Pour l'exercice de son autogouvernement, la Junte d'Andalousie dispose de plusieurs institutions propres : institutions de gouvernement et organismes consultatifs et de contrôle. Les institutions de gouvernement sont plus particulièrement chargées d'exercer les compétences dévolues par la Constitution espagnole de 1978 et détaillées dans le titre II du Statut d'autonomie. Ces compétences peuvent être exclusives (dévolues en totalité par l'État), partagées entre la Junte et l'État ou déléguées par celui-ci (la gestion des compétences est alors confiée à la Junte). Toutes les lois et tous les règlements s'appliquent sur l'ensemble du territoire andalou et sont soumis au respect du droit national (Constitution et lois) et communautaire.
La capitale de l'Andalousie est officiellement fixée à Séville (depuis l'adoption du nouveau statut en 2007), où siègent le Parlement, le président de la Junte et le gouvernement.

### Institutions de gouvernement

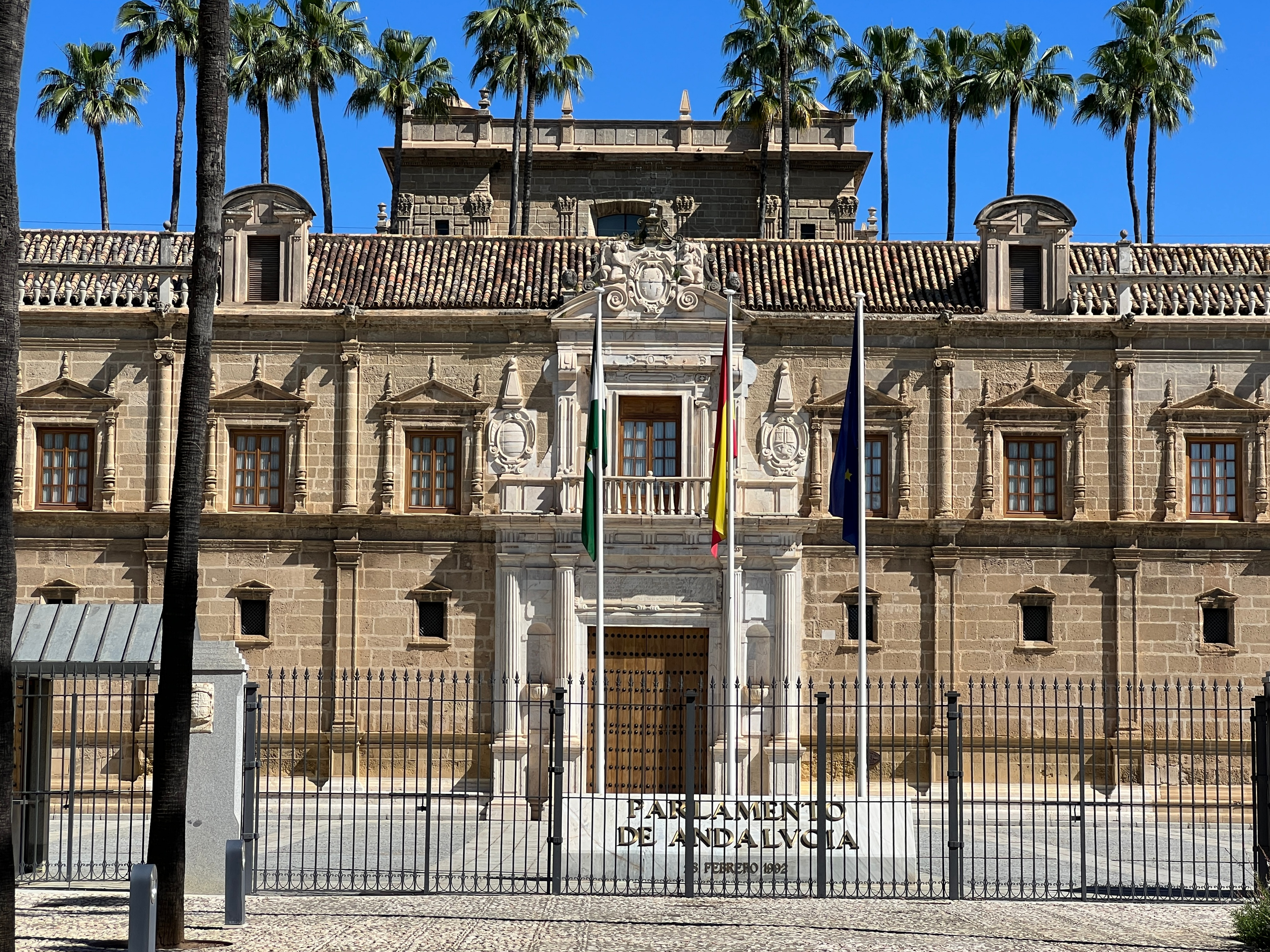
L'Hôpital de las Cinco Llagas, siège du Parlement d'Andalousie.

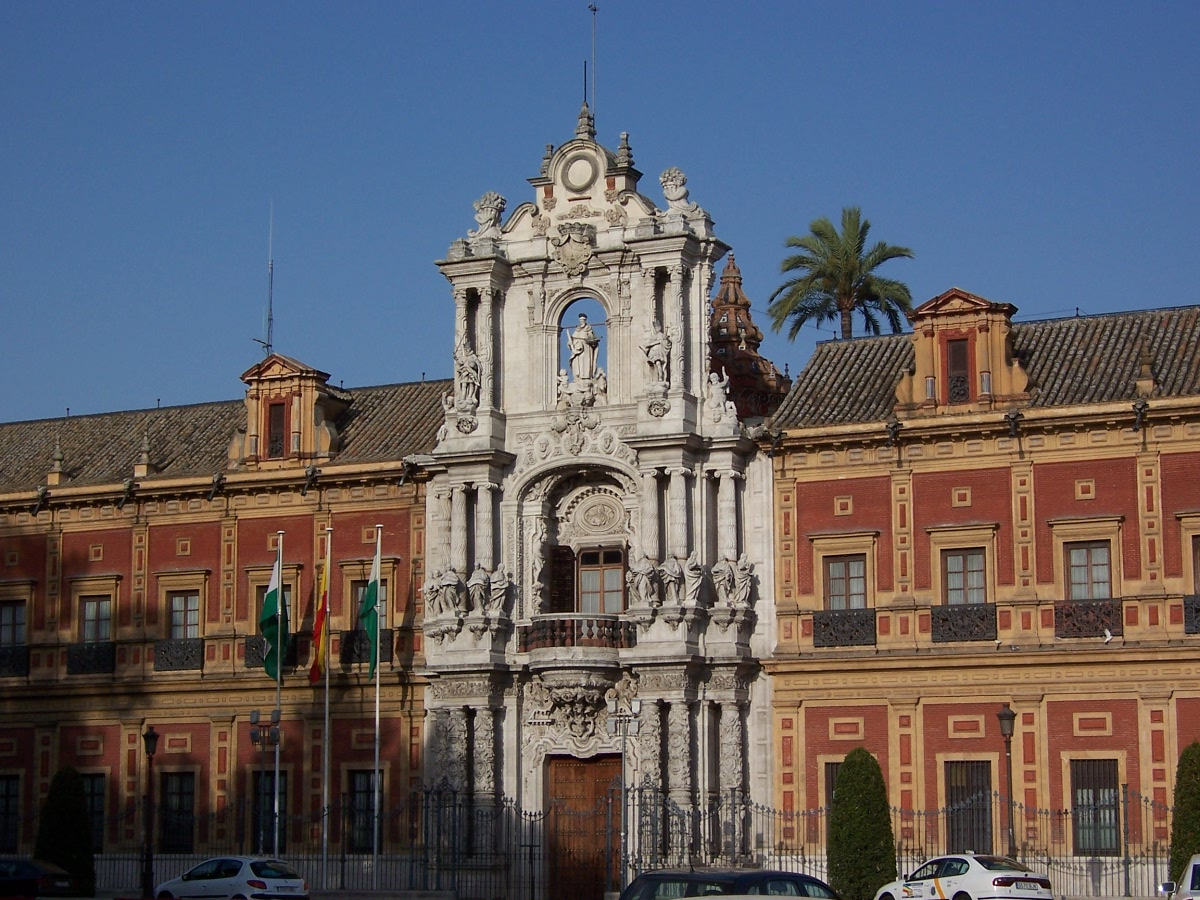
Façade du Palais de San Telmo, siège de la présidence.

Comme l'impose la Constitution espagnole à l'article 147, le statut d'autonomie définit les différentes institutions d'autogouvernement. À l'article 99-1, le statut d'autonomie distingue trois institutions : le Parlement d'Andalousie, la présidence de la Junte et le Conseil de gouvernement.
Le Parlement représente le peuple andalou et détient le pouvoir législatif de la communauté. Il exerce également une mission de contrôle du gouvernement et des différents organismes publics de la communauté. Élu pour quatre ans, il siège à l'Hôpital de las Cinco Llagas à Séville.
Le président de la Junte, élu par le Parlement et nommé par le monarque, est le chef de l'exécutif andalou. Il dirige l'action du gouvernement — dont il nomme les membres — et a autorité sur l'ensemble de l'administration autonome. Il représente l'État dans la communauté, dont il est le plus haut représentant hors de celle-ci. Sa résidence officielle est le Palais de San Telmo à Séville.
Le Consejo de Gobierno (Conseil de gouvernement) constitue le gouvernement andalou, détenteur du pouvoir exécutif et règlementaire. Il est composé de vice-présidents et de conseillers (équivalents des ministres du gouvernement central) nommés par le président, qui dirige le conseil. Sous l'autorité du chef de l'exécutif, il définit la politique de la communauté et dirige l'administration autonome. Le conseil de gouvernement est actuellement composé de quatorze départements (consejerías), dirigés chacun par un consejero (conseiller).

### Institutions consultatives et de contrôle
La Junte d'Andalousie dispose par ailleurs d'institutions publiques complémentaires, dont le rôle est défini dans le chapitre VI du titre IV du Statut d'autonomie. 
Le Défenseur du peuple andalou (Defensor del pueblo andaluz) est chargé de la défense des droits et libertés des andalous et joue un rôle de médiation entre les citoyens et l'administration de la communauté. Nommé par le Parlement, il collabore étroitement avec le Défenseur du peuple, nommé par les Cortes Generales (art. 128).
Le Conseil consultatif (Consejo consultivo) est un organisme indépendant servant de conseiller juridique au Conseil de gouvernement et aux différentes entités publiques de la communauté (art. 129).
La Cour des comptes (Cámara de Cuentas), rattachée au Parlement, exerce le contrôle budgétaire et économique des différentes institutions locales et régionales de la communauté (art. 130).
Le Conseil de l'audiovisuel d'Andalousie (Consejo audiovisual de Andalucía) veille au respect de la législation et de la réglementation dans le domaine de l'audiovisuel andalou (art. 131).
Le Conseil économique et social (Consejo económico y social) est un organisme consultatif du gouvernement andalou, dont l'objet est de servir de lieu de débats dans les domaines économique et social (art. 132).

### Le pouvoir judiciaire

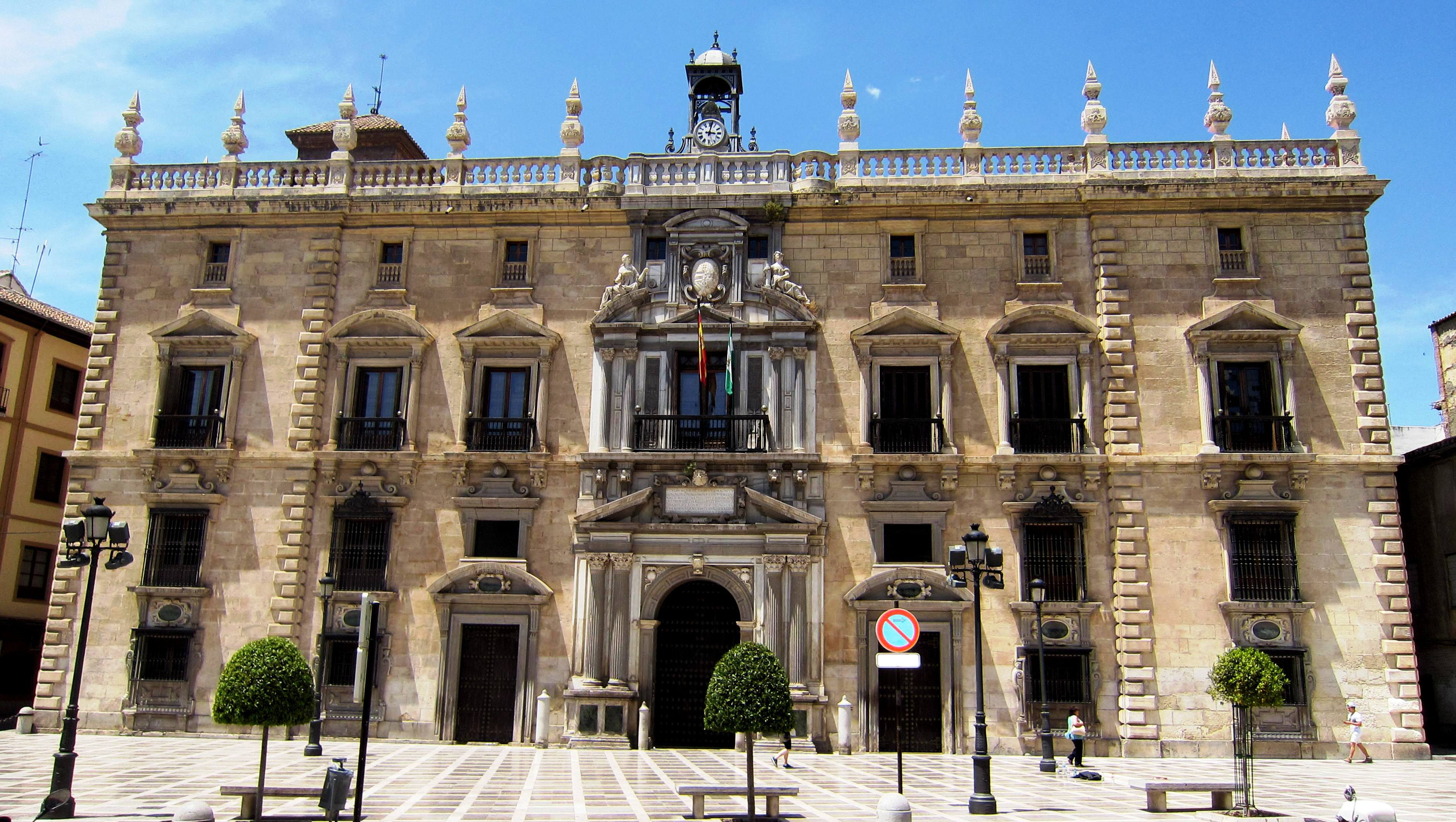
La chancellerie de Grenade, siège du Tribunal supérieur d'Andalousie.

Le pouvoir judiciaire, compétence régalienne, est régulé par l'État, responsable de l'élaboration des lois pénales et civiles. Le titre VI de la Constitution ainsi que la loi organique 61/1985 relative au pouvoir judiciaire définissent l'organisation du pouvoir judiciaire et les modalités de recrutement, de nomination et d'exercice des magistrats.
Eu égard à la faculté législative des communautés autonomes, celles-ci sont associées à la gestion du système judiciaire sur leur territoire. Toutefois, cette participation ne remet pas en cause l'unité du pouvoir judiciaire en Espagne, ni la compétence exclusive de l'État en matière d'organisation de la justice. En Andalousie, le Tribunal supérieur de justice d'Andalousie constitue l'échelon régional du pouvoir judiciaire et est placé au sommet de l'organisation judiciaire de la communauté, sans préjudice au Tribunal suprême et au Tribunal constitutionnel, juridictions suprêmes de l'État. La désignation de son président ainsi que du procureur général est prononcée par le monarque, au nom duquel est rendue la justice, sur proposition du Conseil général du pouvoir judiciaire après consultation du Conseil de justice d'Andalousie, organisme chargé de l'administration du système judiciaire en Andalousie (art. 143 et 144).
La Junta dispose également de quelques compétences judiciaires définies au chapitre III du titre VI du statut.

## Relations avec l'État et les autres communautés
Le titre IX du statut régule les relations de la communauté autonome d’Andalousie avec l'État, les différentes communautés espagnoles et l'Union européenne. Dans le cadre des relations avec l'État, la Junta participe aux décisions nationales affectant la communauté dans les domaines économique et social à travers une commission bilatérale paritaire État-communauté, ainsi que diverses commissions. Par ailleurs, la communauté est représentée au Sénat par plusieurs sénateurs, dont une partie est élue par le Parlement andalou.
La communauté andalouse peut par ailleurs sceller des accords de coopération avec d'autres communautés autonomes espagnoles. Ces accords doivent être approuvés par les Cortes Generales.
Pour ce qui est des relations avec l'Union européenne, l'Andalousie ne dispose pas de relations bilatérales directes, réservées à l'État. En revanche, ce dernier est tenu d'informer la Junte d'Andalousie des différentes mesures et négociations pouvant avoir des incidences sur la communauté autonome. La Junta est par ailleurs représentée dans les délégations officielles de l'Espagne auprès de l'Union européenne, tout en disposant d'une délégation permanente à Bruxelles.